# Kamel Omrane
Kamel Omrane (arabe : كمال عمران), né le 18 janvier 1951 à Tunis et mort le 14 mai 2018, est un universitaire et homme politique tunisien. Il est ministre des Affaires religieuses de 2010 à 2011, au sein du premier gouvernement Ghannouchi.

## Biographie

### Formation
Kamel Omrane étudie au lycée du Bardo puis à l'École normale supérieure de Tunis où il obtient, en 1973, une maîtrise universitaire en langue et littérature arabe. En 1980, il sort également major du concours de l'agrégation en langue arabe et, en 1994, obtient un doctorat d'État en civilisation arabo-musulmane grâce à une thèse intitulée L'Homme et son destin dans la pensée arabo-islamique moderne.

### Carrière universitaire
En 1999, Kamel Omrane devient professeur d'université ; il publie des ouvrages sur la pensée arabo-islamique et participe à plusieurs congrès, conférences et colloques internationaux en Tunisie et à l'étranger.
Il travaille également pour le ministère de l'Enseignement supérieur, en tant que conseiller du ministre, et le ministère de l'Éducation nationale, comme conseiller du ministre et chargé de mission. Il est aussi directeur de l'Institut supérieur de documentation de Tunis, directeur général des stations radiophoniques et directeur de Zitouna FM.
Il est membre de plusieurs assemblées, comme le Conseil supérieur islamique, le Conseil supérieur de la culture, le Conseil de la Fondation Babtine pour la poésie, le Conseil économique et social et du conseil exécutif de l'Unesco.

### Carrière dans l'administration et carrière politique
Il est nommé ministre des Affaires religieuses en décembre 2010, au sein du premier gouvernement de Mohamed Ghannouchi. À la suite de la révolution de 2011, il ne conserve pas son poste dans le gouvernement d'union nationale.

### Vie privée
Il est marié et père de trois enfants.

## Distinctions
- Officier de l'Ordre de la République tunisienne (2008)[8] ;
- Officier de l'Ordre tunisien du Mérite (2001)[9].

## Publications
- (ar) La traduction et ses théories (الترجمة ونظرياتها), éd. Beït El Hikma, Carthage, 1989
- (ar) De la lecture du texte religieux (في قراءة النص الديني), éd. Maison tunisienne de l'édition, Tunis, 1990
- (ar) La conclusion et le rejet dans la culture islamique (الإبرام والنقض: قراءة في الثقافة الإسلامية), éd. Maison tunisienne de l'édition, Tunis, 1992
- (ar) Renouveau et expérimentation dans la culture islamique (التجديد والتجريب في الثقافة الإسلامية), éd. Maison tunisienne de l'édition, Tunis, 1993
- (ar) L'Homme et son destin dans la pensée arabo-islamique moderne (الإنسان ومصيره في الفكر العربي الإسلامي الحديث),  éd. Publications de la faculté des lettres de la Manouba, La Manouba, 2001
- (ar) La Tunisie et ses saints dans le corpus des soufis (تونس وأولياؤها الصالحون في مدونة المناقب الصوفية), éd. Publications de la faculté des lettres de la Manouba, La Manouba, 2008
- (ar) Passion du texte : approche des textes civilisationnels (شغاف النص: في مقاربة النص ذي الطابع الحضاري), éd. Centre de publication universitaire, Tunis, 2008
- (ar) Approches culturelles (مداخل إلى الثقافة), éd. Ministère de la Culture, Tunis, 2008